# Milník I (Líšnice)
Milník stojí u silnice 03539 z Líšnice do Loštic u obce Líšnice v okrese Šumperk. Je chráněnou kulturní památkou ČR.

## Historie
Milník stojí východně od obce na staré poštovní a obchodní cestě, která vedla do konce 18. století z Olomouce do Moravské Třebové a dále na Svitavy a Prahu. Tuto obchodní cestu v Líšnici měla ve středověku chránit tvrz postavená na skalním ostrohu. Takové cesty byly ustanoveny státem a udržovány za podpory státní pokladny. Jejich významnost dnes dokládají zachované milníky, které označovaly cestu a nesly informační nápisy o vzdálenosti k danému městu. Výstavbou státní silnice na Mohelnici tato cesta ztratila na významnosti. Zvláště zřízením poštovního úřadu v Mohelnici v roce 1745 se tato poštovní cesta stala pouze obslužnou silnicí. Zahájením automobilové dopravy a stoupajícím významem města Mohelnice tato cesta slouží v dnešní době (2022) jako místní komunikace a vede po ní stezka pro cyklisty číslo 6204. V roce 1985 byl milník opraven.

## Popis
Milník vysoký 1,30 m je vytesán z pískovce. Má tvar hranolu se zkosenými horními hranami a je od roku 1985 usazen na betonové plošině. Na čelní straně je nápis: „4 1/2 Meil von Olmütz“ (4 a půl míle od Olomouce), na levé boční straně je nápis: „3/8 Meil von Löschnitz“ (3/8 míle od Loštic) a na pravé straně nečitelný nápis: „./8 Meil von Kalte n Lautsch“ (./8 míle od Studené Loučky).